# 꾸에선현
꾸에선현(베트남어: Huyện Quế Sơn / 縣桂山)은 베트남 남중부 지방 꽝남성의 현이다.

## 행정 구역
꾸에선현은 2시진, 11사를 관할하고 있다.

### 시진
- 동푸 시진 (Thị trấn Đông Phú, 東富市鎭)
- 프엉안 시진 (Thị trấn Hương An, 香安市鎭)

### 사
- 꾸에안 사 (Xã Quế An, 桂安社)
- 꾸에쩌우 사 (Xã Quế Châu, 桂洲社)
- 꾸에히엡 사 (Xã Quế Hiệp, 桂協社)
- 꾸에롱 사 (Xã Quế Long, 桂隆社)
- 꾸에민 사 (Xã Quế Minh, 桂明社)
- 꾸에미 사 (Xã Quế Mỹ, 桂美社)
- 꾸에퐁 사 (Xã Quế Phong, 桂豐社)
- 꾸에푸 사 (Xã Quế Phú, 桂富社)
- 꾸에투언 사 (Xã Quế Thuận, 桂順社)
- 꾸에쑤언1 사 (Xã Quế Xuân 1, 桂春一社)
- 꾸에쑤언2 사 (Xã Quế Xuân 2, 桂春二社)